# Hypatium suturale
Hypatium suturale là một loài bọ cánh cứng trong họ Cerambycidae.